# Topolovac (Bajska mikroregija, Mađarska)
Topolovac(mađ. Dunafalva) je selo u Mađarskoj.
Zauzima površinu od 57,89 km četvornih.

## Zemljopisni položaj
Nalazi se nedaleko od Baje, na 46°04'59" sjeverne zemljopisne širine i 18°46'59" istočne zemljopisne dužine. Gornja Kanda je 5 km jugozapadno.

## Upravna organizacija
Upravno pripada Bajskoj mikroregiji u Bačko-kiškunskoj županiji. Poštanski broj je 6513.

## Stanovništvo
U Topolovcu živi 1035 stanovnika (2005.).
Pored Mađara, u Topolovcu žive i Hrvati.

## Šport
Pored nekolicine manjih bačkih mjesta u Mađarskoj, i u Topolovcu se održava tradicionalni malonogometni turnir za pripadnike hrvatske manjine "Kup Dunava", koji okuplja učenike od 6 do 14 godina.

## Vanjske poveznice
- Dunafalva na fallingrain.com
- Glasnik br. 18/2005.  Arhivirana inačica izvorne stranice od 6. lipnja 2007. (Wayback Machine) (PDF)